# Brian Tarsis
Brian Tarsis ist ein US-amerikanischer Comiczeichner und -Autor und ist bekannt durch seine Behandlung von Fetischthemen (insbesondere Bondage). Er arbeitet für verschiedene Bondage- und Fetischmagazine und veröffentlichte bereits mehrere Comics und Graphic Novels. Er lebt und arbeitet in Seattle.
Seine ersten Zeichnungen erschienen 1984 im Verlag Harmony Concepts, Inc., 1990 wechselte er zu House of Milan und 1996 zu B&D Pleasures.
Tarsis arbeitet mit verschiedenen Techniken. Charakteristisch für seinen Stil ist eine sehr plastische Darstellung. Die Inhalte seiner Geschichten spielen meist in den mysteriösen Halbwelten der ausgefallenen Sexspiele und reichen von Verführungs- und Fesselszenen bis hin zur Darstellung extremer sexueller Gewalt und Vergewaltigungsszenen.

## Werke
Comics:
- Opal (ab 1989 als Serie in den Magazinen Bondage Life und Bondage Parade, nicht abgeschlossen; 2005 neu aufgenommen und abgeschlossen; veröffentlicht bei Chastenwood Press)
- City of Dreams (4 Hefte; Eros Comix 1994)
- Daphne (B&D Pleasures 1999)
- Tarsis Anthology, Book One (B&D Pleasures 2001)
- Wormwood (B&D Pleasures 2002)
- Tarsis Anthology, Book Two (B&D Pleasures 2002)
- Valeria (Chastenwood Press 2003)

Bücher (Autor und Illustrator):
- The Long Cruel Winter (30 Illustrationen; B&D Pleasures 2002)
- Anybody's Enia (30 Illustrationen; Fundgeon Press 2004)
- The Phantom of the Roxy (30 Illustrationen; B&D Pleasures 2006)